# Chesterhill (Ohio)
Chesterhill es una villa ubicada en el condado de Morgan en el estado estadounidense de Ohio. En el Censo de 2010 tenía una población de 289 habitantes y una densidad poblacional de 205,87 personas por km².

## Geografía
Chesterhill se encuentra ubicada en las coordenadas 39°29′40″N 81°52′6″O / 39.49444, -81.86833. Según la Oficina del Censo de los Estados Unidos, Chesterhill tiene una superficie total de 1.4 km², de la cual 1.4 km² corresponden a tierra firme y (0.55%) 0.01 km² es agua.

## Demografía
Según el censo de 2010, había 289 personas residiendo en Chesterhill. La densidad de población era de 205,87 hab./km². De los 289 habitantes, Chesterhill estaba compuesto por el 73.7% blancos, el 9.69% eran afroamericanos, el 0.35% eran amerindios, el 0.35% eran asiáticos, el 0% eran isleños del Pacífico, el 0.35% eran de otras razas y el 15.57% pertenecían a dos o más razas. Del total de la población el 0.35% eran hispanos o latinos de cualquier raza.